# بن کورتیس
بن کورتیس (انگلیسی: Ben Curtis (golfer)؛ زادهٔ ۲۶ مهٔ ۱۹۷۷) یک گلف‌باز اهل ایالات متحده آمریکا است.